# Mesitol
Mesitol (2,4,6-Trimethylphenol) ist eine aromatische Verbindung mit drei Methylgruppen und einer Hydroxygruppe. Es ist eines der sechs möglichen Trimethylphenole. Der Name und die Struktur von Mesitol leitet sich aus der Kombination der Aromaten Mesitylen (symmetrisches Trimethylbenzol) und Phenol ab.

## Vorkommen

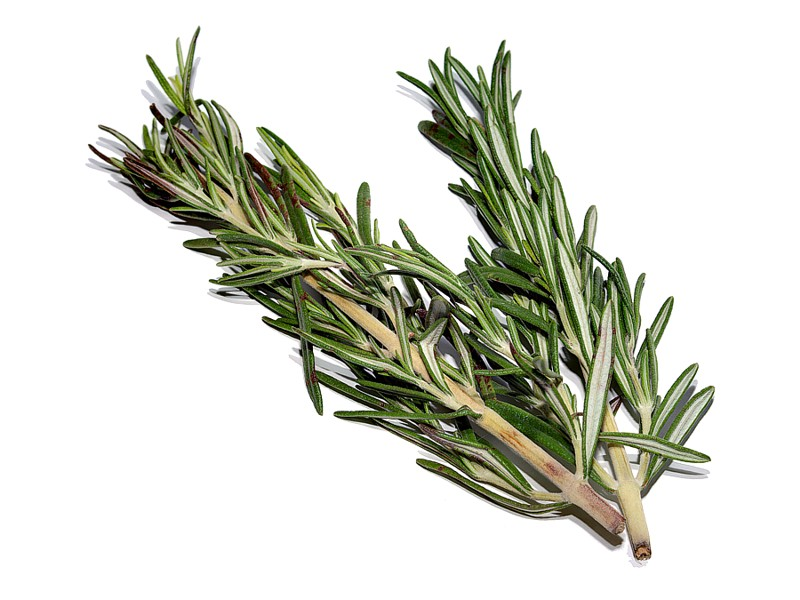
Rosmarin

2,4,6-Trimethylphenol kommt natürlicherweise in Rosmarin vor.

## Darstellung
Mesitol kann durch Umsetzung von Mesitylen mit Peroxomonophosphorsäure bei Raumtemperatur innerhalb von 4 Stunden erhalten werden.